# Jüdischer Friedhof (Otterstedt)

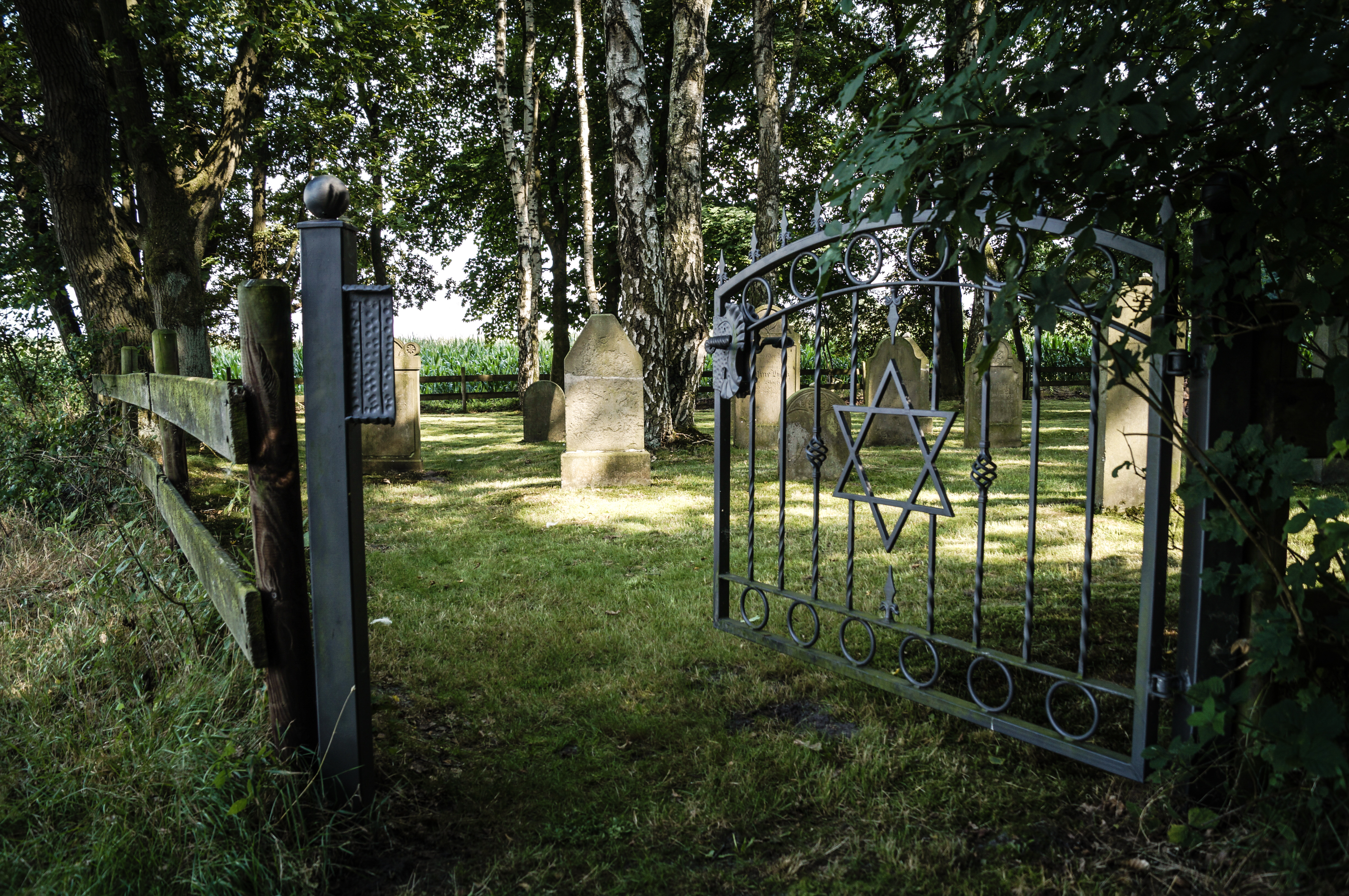
Blick auf das Friedhofsgelände

Der Jüdische Friedhof Otterstedt ist ein Jüdischer Friedhof in Otterstedt (Einheitsgemeinde Flecken Ottersberg) im niedersächsischen Landkreis Verden. Er ist ein geschütztes Kulturdenkmal.

## Beschreibung
Auf dem Friedhof, der an der Straße zwischen Otterstedt und Ottersberg liegt, befinden sich 27 Grabsteine für Juden aus Ottersberg und Umgebung, die in den Jahren 1835 (vermutlich ab 1810) bis 1920 verstorben sind.